# Paulilatino
Paulilatino (pronunciado Paulilátino) o, en sardo, Paulle (ambos nombres son oficiales, y el origen del topónimo es debido al hecho de que el pueblo está ubicado sobre una antigua zona pantanosa, o sea un paúl, teniendo el nombre en sardo la misma etimología que su correspondiente español) es una localidad italiana de la provincia de Oristán, región de Cerdeña, con unos 2.400 habitantes.

## Evolución demográfica
| Gráfica de evolución demográfica de Paulilatino entre 1861 y 2001 |
|                                                                   |
| Fuente ISTAT - elaboración gráfica de Wikipedia                   |